# Cephalops digitatus
Cephalops digitatus är en tvåvingeart som beskrevs av De Meyer 1990. Cephalops digitatus ingår i släktet Cephalops och familjen ögonflugor.
Artens utbredningsområde är Kalifornien. Inga underarter finns listade i Catalogue of Life.